# 용의 가족
《용의 가족》(龍之家族: The Dragon Family)은 대만에서 제작된 유가영 감독의 1988년 드라마, 범죄, 액션 영화이다. 유덕화 등이 주연으로 출연하였고 장국충 등이 제작에 참여하였다.

## 출연

### 주연
- 유덕화
- 알란 탐
- 막소총

### 조연
- 정칙사
- 탕진업
- 하가구
- 성규안
- 풍쉬범
- 고비
- 유가량
- 묘교위
- 증지위
- 혜영홍
- 커쥔슝
- 서소강
- 왕곤
- 노웅
- 유가영
- 곡봉

## 기타
- 무술감독: 유가량